# エイチワン
株式会社エイチワン（H-One Co., Ltd.）は、埼玉県さいたま市大宮区に本社を置く自動車部品などを製造、販売するメーカーである。本田技研工業の関連会社。

## 沿革
- 1939年（昭和14年）- 平田工業株式会社設立。
- 1959年（昭和34年）- 平田プレス工業株式会社に商号変更。
- 1990年（平成2年）- 株式会社ヒラタに商号変更。
- 1994年（平成6年）- 株式を店頭公開（現在のJASDAQ上場）。
- 2005年（平成17年）
  - ヒラタ及び株式会社本郷が中国・広東省に清遠愛機汽車配件有限公司（現・連結子会社）を設立。
  - ヒラタ及び本郷が2006年4月1日付で合併することで基本合意（11月に合併契約書を締結、12月の株主総会にて承認）。
  - タイ王国スパンブリー県のシー・エヌ・シー・ディーテックス・カンパニー・リミテッド設立に際し資本参加。
- 2006年 - 株式会社本郷と合併し、現商号に変更。本社を埼玉県さいたま市大宮区に移転集約。
- 2010年 - タイ王国チョンブリ県にエイチワン・パーツ・シラチャ・カンパニー・リミテッドを設立。
- 2011年 - 2020年ビジョン「Dream20」がスタート。
- 2012年 - 株式会社ジーテクトとの共同出資により、メキシコ合衆国グアナフアト州にジーワン・オート・パーツ・デ・メキシコ・エス・エー・デ・シー・ブイを設立
- 2013年 - 虹技株式会社及びピーティ・ロダ・プリマ・ランカーとの共同出資により、インドネシア共和国西ジャワ州カラワン県にピーティ・エイチワン・コウギ・プリマ・オートテクノロジーズ・インドネシアを設立。
- 2016年 - 国際財務報告基準（IFRS）の任意適用を決定。東京証券取引所第二部に市場変更。
- 2017年 - 東京証券取引所第一部に指定替え。

## 所在地
- 本社 - 埼玉県さいたま市大宮区
- 前橋製作所 - 群馬県前橋市
- 前橋製作所太田工場 - 群馬県太田市
- 郡山製作所 - 福島県郡山市
- 亀山製作所 - 三重県亀山市
- 亀山製作所中津工場 - 大分県中津市
- 亀山製作所湖南工場 - 滋賀県湖南市
- 機種開発センター - 栃木県芳賀郡芳賀町
- 機種開発センター烏山 - 栃木県那須烏山市
- 開発技術センター - 福島県郡山市

- その他海外14拠点